# داني كوران
داني كوران (بالإنجليزية: Danny Curran)‏ هو لاعب كرة قدم بريطاني في مركز الهجوم، ولد في 13 يونيو 1981 في برنتوود ‏ في المملكة المتحدة. لعب مع نادي ليتون أورينت.